# Alcester (Warwickshire)
Koordinaten: 52° 13′ N, 1° 52′ W

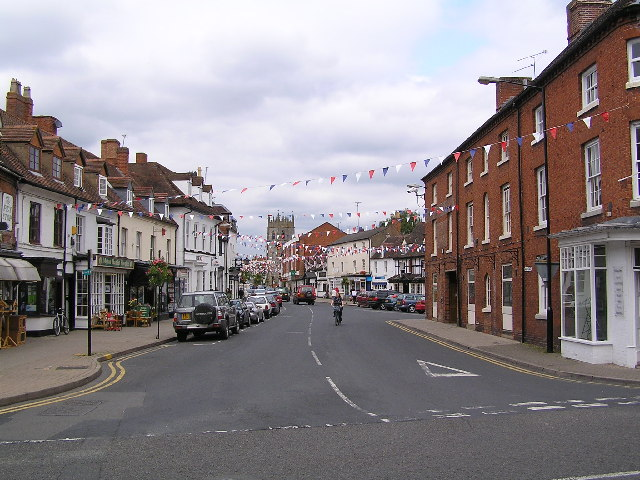
Alcester High Street

Alcester (ausgesprochen ‚olster‘ oder ‚aulster‘) ist ein alter Marktflecken römischen Ursprungs am Zusammenfluss von Alne und Arrow in Warwickshire, England; der Ort liegt etwa 15 Kilometer westlich von Stratford-upon-Avon. Die Volkszählung von 2001 ergab 6214 Einwohner.

## Geschichte
In römischer Zeit war Alcester (Aluana) ein befestigtes Dorf an der Stelle, wo die römische Icknield Way und der alte Salt Way aus Droitwich Spa zusammentrafen.